# Starzyny (przystanek kolejowy)
Starzyny – zlikwidowany przystanek osobowy w Starzynach; w gminie Szczekociny, w powiecie zawierciańskim, w województwie śląskim, w Polsce. Przystanek funkcjonował w latach 1972-2000.